# Callinicus
Pour les articles homonymes, voir Callinicus (homonymie).
Callinicus (grec ancien : Καλλίνικος) est un architecte syrien,, et ingénieur du VIIe siècle, mort après 678, originaire, selon la Chronographie de Théophane, d'Héliopolis de Syrie (aujourd'hui Baalbek au Liban).
Théophane lui prête l'invention du feu grégeois vers 670. Dans les années 670, il se serait enfui de son pays d'origine pour se réfugier avec sa découverte dans l'Empire byzantin. Le feu grégeois permet aux Byzantins de brûler la flotte musulmane à Cyzique et de rompre le siège de Constantinople de 674-678.
La technique introduite à Byzance par Callinicus s'inspire très certainement de celle du salpêtre utilisée déjà dans la Chine ancienne.